# هيرواكي ناكانيشي
هيرواكي ناكانيشي (باليابانية: 中西宏明؛ بالكانا: なかにし ひろあき) هو مدير وشخصية أعمال ورائد أعمال ياباني، ولد في 14 مارس 1946 في يوكوهاما في اليابان.